# Le Retour de Super-Souris
Pour les articles homonymes, voir Super-Souris.
Le Retour de Super-Souris (Mighty Mouse, The New Adventures) est une série télévisée d'animation américaine en 19 épisodes de 11 minutes, créée et produite par Ralph Bakshi, et diffusée du 19 septembre 1987 entre le 22 octobre 1988 sur la chaine CBS. Elle fait suite à la série Super-Souris,,,.

## Synopsis
Une souris ordinaire même en parallèle une vie de super héros.

## Commentaire
Cette série de Super-Souris diffère des précédentes à bien des égards : l'identité secrète de Super-Souris est Mike Mouse (en VO) ; il est accompagné d'un acolyte, l'orphelin Scrappy Mouse (qui connaît l'identité secrète du héros) ; il côtoie d'autres super-héros tels que Bat-Bat et son acolyte Tick the Bug Wonder (en VO), et la Ligue des Super-Rongeurs. L'ennemi originel de Super-Souris, Oil Can Harry (en VO), fait quelques apparitions seulement. La jeune demoiselle en détresse Pearl Pureheart (en VO) n'est plus systématiquement en détresse (elle est absente de nombreux épisodes).

## Voix originales
- Patrick Pinney : Super-Souris (Mike Mouse) / Gandy Goose / Petey Pate
- Maggie Roswell : Pearl Pureheart / voix additionnelles
- Dana Hill : Scrappy Mouse
- Charlie Adler : Bat-Bat (Bruce Vein) / voix additionnelles
- Joe Alaskey : Sourpuss / voix additionnelles
- Michael Pataki : The Cow / voix additionnelles
- Beau Weaver : Fractured Narrator / voix additionnelles

## Listes des épisodes

### Saison 1 (1987)
- 01. Night on Bald Pate / Mouse from Another House
- 02. Me-Yowww! / Witch Tricks
- 03. Night of the Bat-Bat / Scrap-Happy
- 04. Catastrophe Cat / Scrappy's Field Day
- 05. The Bagmouse / The First Deadly Cheese
- 06. This Island Mouseville / Mighty's Musical Classics
- 07. The Littlest Tramp / Puffy Goes Berserk
- 08. The League of Super-Rodents / Scrappy's Playhouse
- 09. All You Need is Glove / It's Scrappy's Birthday
- 10. Aqua-Guppy / Animation Concerto
- 11. The Ice Goose Cometh / Pirates with Dirty Faces
- 12. Mighty's Benefit Plan / See You in the Funny Papers
- 13. Heroes and Zeroes / Stress for Success

### Saison 2 (1988)
- 14. Day of the Mice / Still Oily After All These Years
- 15. Mighty's Wedlock Whimsy / Anatomy of a Milquetoast
- 16. Bat with a Golden Tongue / Mundane Voyage
- 17. Snow White & the Motor City Dwarfs / Don't Touch that Dial
- 18. Mouse and Supermouse / The Bride of Mighty Mouse
- 19. A Star is Milked / Mighty's Tone Poem